# Jinotepe
Jinotepe is een stad en gemeente in Nicaragua en de hoofdplaats van het departement Carazo in het zuidwesten van Nicaragua. De stad (barrio) telde in 2015 ongeveer 38.000 inwoners en de gemeente 52.000.
De stad zelf is aangelegd volgens het schaakbordpatroon.

## Toponymie
De naam Jinotepe komt uit het Nahuatl van de woorden Xilotl en Tepetl, dat iets betekent als Heuvels van de Wind en Steden van de Chiloten.
De naam van plaatselijke voetbalclub is tevens Xilotepetl.

## Geografie
De gemeente beslaat een oppervlakte van 281 vierkante kilometer en met een bevolking van 52.000 in 2015 heeft het een bevolkingsdichtheid van 186 inwoners per vierkante kilometer. Het grondgebied van Jinotepe is langgerekt en loopt van de grens met het departement Masaya tot aan de Grote Oceaan.

### Bestuurlijke indeling
Jinotepe bestaat uit een stedelijk deel en uit een landelijk deel. Het stedelijk deel omvat 30 buurten en het landelijk deel 23 gemeenschappen.

### Aangrenzende gemeenten
| Aangrenzende gemeenten | Aangrenzende gemeenten                 | Aangrenzende gemeenten | Aangrenzende gemeenten | Aangrenzende gemeenten   |
| ---------------------- | -------------------------------------- | ---------------------- | ---------------------- | ------------------------ |
|                        |                                        | San Marcos             |                        | Masatepe (Ms) El Rosario |
|                        |                                        |                        |                        |                          |
| Dolores Diriamba       | Santa Teresa La Conquista Santa Teresa |                        |                        |                          |
|                        |                                        |                        |                        |                          |
|                        |                                        |                        |                        |                          |

### Klimaat
Jinotepe heeft een savanneklimaat. In de winter schommelt de temperatuur tussen de 18 en 25 °C en in de zomer tussen de 25 en 37 °C. De gemiddelde temperatuur op jaarbasis bedraagt 25 °C.

## Economie
De stad is het centrum van de Nicaraguaanse koffiehandel. Koffie uit de omliggende gebieden wordt in Jinotepe verhandeld.

## Verkeer en vervoer
De belangrijkste doorlopende weg in Jinotepe is de Carretera Panamericana, deze loopt door het stadscentrum in zuidwestelijke richting.

## Stedenband
Jinotepe heeft een stedenband met:
- Santa Cruz (Verenigde Staten)